# Dansk Melodi Grand Prix 2004
Dansk Melodi Grand Prix 2004 var årets udvælgelseskonkurrence for at finde det danske bidrag til Eurovision Song Contest 2004 i Istanbul. Vinder blev "Sig det' løgn" skrevet af Ivar Lind Greiner og fremført af Tomas Thordarson.
DR havde på forhånd modtaget 315 bidrag, og et særligt udvalg udpegede de ti sange, der skulle konkurrere i selve konkurrencen. Hver sang blev præsenteret af de to værter, og solisterne blev desuden udsat for et lille interview med den fanatiske grandprix-fan, Pia (spillet af Mia Lyhne).
Denne gang havde man afskaffet fagjuryen. Landet blev inddelt i fire regioner, og sms-stemmerne blev samlet til en femte region. Efter første afstemning, hvorfra detaljer om resultatet ikke blev afsløret, gik fem sange videre til en finale. Da disse fem sange var blevet fremført endnu en gang, var der afstemning igen, og resultatet blev herefter afsløret.
| Nr. | Sang                          | Solist           | Komponist                            | Point | Placering |
| 1   | "Lykkelig i nat"              | Kaare Thøgersen  | Mette Mathiesen                      |       |           |
| 2   | "Solens sang"                 | Neighbours       | Helge Engelbrecht                    | 40    | 3         |
| 3   | "Mest når det er regn"        | Petsi Tvørfoss   | Niels Drevsholt                      | 26    | 5         |
| 4   | "Lonnie, kom nu hjem"         | Mathias Kryger   | Henrik Askou & Regin Fuhlendorf      |       |           |
| 5   | "For jeg ka' li' dig"         | Claes Wegener    | Misha Popovic & Nanna Kalinka Bjerke |       |           |
| 6   | "Stjerner blinker i dit navn" | Jan Klausen      | Jan Klausen                          |       |           |
| 7   | "Prinsesse"                   | Zididada         | Jimmy Colding & Danny Linde          | 46    | 2         |
| 8   | "Kys mig en gang til"         | Nanna Larsen     | Nanna Larsen                         |       |           |
| 9   | "Hvorend du går hen"          | Ditlev Ulriksen  | Søren Poppe                          | 28    | 4         |
| 10  | "Sig det' løgn"               | Tomas Thordarson | Ivar Lind Greiner                    | 60    | 1         |